# Kașubivka (Mîkilske), Poltava
Kașubivka (în ucraineană Кашубівка) este un sat în comuna Mîkilske din raionul Poltava, regiunea Poltava, Ucraina.

## Demografie
Componența lingvistică a localității Kașubivka
     Ucraineană (96,52%)
     Rusă (3,48%)
Conform recensământului din 2001, majoritatea populației localității Kașubivka era vorbitoare de ucraineană (96,52%), existând în minoritate și vorbitori de rusă (3,48%).